# Holiday Island
Holiday Island est une census-designated place du comté de Carroll, dans l’État américain de l'Arkansas.